# SimAnimals
SimAnimals is een strategisch levenssimulatiespel met wilde dieren dat in België en Nederland op 30 januari 2009 door Electronic Arts uitgegeven werd. SimAnimals Afrika is het vervolg hierop.

## SimAnimals

### Gameplay
De speler krijgt een bos dat in verschillende stukken is verdeeld. De bedoeling van het spel is om ervoor te zorgen dat er zo veel mogelijk verschillende diersoorten in het bos komen wonen en zich voortplanten.
Om dit voor elkaar te krijgen kan het bos zo aantrekkelijk mogelijk gemaakt worden. De speler plant plantjes en bomen die als voeding dienen voor de dieren en kleinere diertjes zijn dan weer voeding voor grote carnivoren. Als het dier zich goed voelt, kan geprobeerd worden het tam te maken. Uiteindelijk zal het dier in het bos komen wonen en zich voortplanten.
Hoe gelukkiger de dieren zijn, hoe meer delen van het bos de speler kan vrijspelen. Dit betekent dan ook dat er andere diersoorten en andere planten beschikbaar worden.

#### Doelen
Elke diersoort heeft drie doelen, in volgorde:
1. Een diersoort aantrekken
2. De diersoort gelukkig maken
3. Een jong hebben van de diersoort

#### Lijst van diersoorten
- Konijn
- Wasbeer
- Eekhoorn
- Hert
- Egel
- Stekelvarken
- Beer
- Vos
- Das
- Stinkdier
- Wezel
- Wolf
- Uil
- Eend
- Gans
- Zwaan
- Kraai
- Zangvogel

## SimAnimals Afrika

### Gameplay
Bij SimAnimals Afrika (Engels: SimAnimals Africa) speelt het verhaal zich af in savannes, woestijnen, oerwouden, enzovoort. De dieren en planten die in dit spel toegevoegd zijn, zijn Afrikaanse fauna en flora.

#### Lijst van diersoorten
- Savanneolifant
- Gorilla
- Leeuw
- Nijlkrokodil
- Zwarte neushoorn
- Thomsongazelle
- Masaigiraffe
- Steppezebra
- Nijlpaard
- Aardvarken
- Jachtluipaard
- Stokstaartje